# NGC 1037
Coordenadas:  02h 39m 58.3s, −01° 44′ 03″
NGC 1037 é um objeto desconhecido na constelação de Cetus.

## Sinônimos
- IRAS F02354-0203
- MCG+00-07-061
- Z 0235.4-0204
- Anon 0235-02
- LEDA 9973
- NPM1G -02.0083
- Z 388-72
- 6dFGS gJ023758.7-015039
- 2MASX J02375871-0150390
- UGC 2119